# Episodi di Jonny Zero
La prima e unica stagione della serie televisiva Jonny Zero, composta da 13 episodi, è stata trasmessa per la prima volta negli Stati Uniti dal 14 gennaio 2005 al 25 dicembre 2007. 
Gli episodi sono stati trasmessi senza rispettare l'ordine di trama, portando a numerose incongruenze e incomprensioni della trama. 
Le fonti sono in parte discordi sulle date di prima visione e sui canali di trasmissione. Il mondo dei doppiatori infatti riporta che la Fox ha trasmesso solo i primi otto episodi nel 2005, per poi cancellare la serie e interromperla. Inoltre, afferma che nel 2007 l'emittente australiana ABC TV ha trasmesso integralmente la serie. The TVDB invece afferma che la serie è stata integralmente trasmessa su Fox, ma non riporta le date di prima visione dall'ottavo episodio in poi. Infine, IMDb e Metacritic riportano le date di prima tv di dodici episodi su tredici, ma non specificano il canale che li ha trasmessi.
In Italia, la stagione è stata trasmessa in prima visione su Rai 2 dal 3 luglio al 27 luglio 2008.
| n° | Titolo originale           | Titolo italiano | Prima TV USA     | Prima TV Italia |
| -- | -------------------------- | --------------- | ---------------- | --------------- |
| 1  | Pilot                      |                 | 14 gennaio 2005  | 3 luglio 2008   |
| 2  | No Good Deed               |                 | 21 gennaio 2005  |                 |
| 3  | La Familia                 |                 | 28 gennaio 2005  |                 |
| 4  | Who's Your Daddy?          |                 | 4 febbraio 2005  |                 |
| 5  | I Did It All for the Nooky |                 | 11 febbraio 2005 |                 |
| 6  | Bounty                     |                 | 18 febbraio 2005 |                 |
| 7  | Lost and Found             |                 | 25 febbraio 2005 |                 |
| 8  | To Serve and to Protect    |                 | 4 marzo 2005     |                 |
| 9  | Diamonds & Guns            |                 | 11 marzo 2005    |                 |
| 10 | Man Up                     |                 | 18 marzo 2005    |                 |
| 11 | Sins of the Father         |                 | 18 marzo 2005    |                 |
| 12 | Wired                      |                 | 2005             |                 |
| 13 | Betrayal                   |                 | 25 dicembre 2007 | 27 luglio 2008  |